# Thecla hypocrita
Thecla hypocrita är en fjärilsart som beskrevs av William Schaus 1913. Thecla hypocrita ingår i släktet Thecla och familjen juvelvingar. Inga underarter finns listade i Catalogue of Life.